# 伏爾加—波羅的海水路

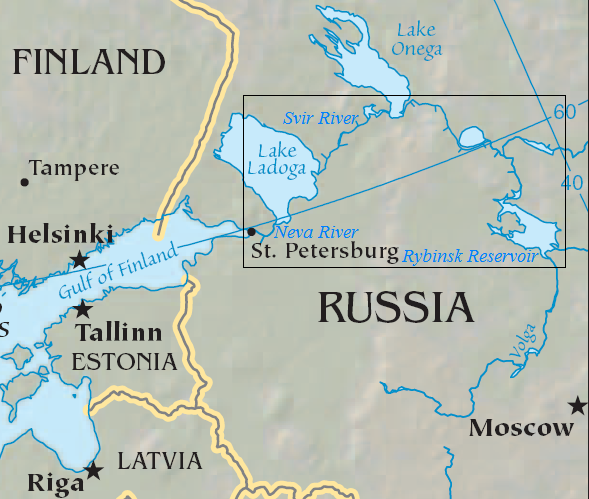
伏爾加–波羅的海水路的地圖

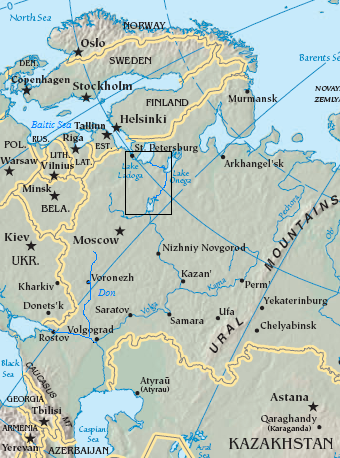
伏爾加–波羅的海水路的地圖

伏爾加–波羅的海水路是俄羅斯境內連接伏爾加河和波羅的海的運河和河流，從切列波韋茨到奧涅加湖全長368公里。
現時水路主要用作石油、木材出口和觀光路線。2004年，1760萬噸貨物經水路運送，數量接近水路的最大負荷。

## 外部連結
- Volga-Baltic waterway on Infoflot site (in Russian)

59°58′N 30°10′E / 59.967°N 30.167°E